# Los invictos
Los invictos (en inglés: The Unvanquished) es una novela del escritor estadounidense William Faulkner, publicada en 1938.
Aunque escritas en forma de siete pequeñas historias editadas por entregas en The Saturday Evening Post en un periodo de varios años (1934-1940) su publicación completa se produjo en 1938.

## Argumento
Bayard Sartoris, protagonista de una novela anterior de Faulkner, narra la historia de su familia ambientada en la Guerra de Secesión estadounidense.